# Krijgswezen van Israël

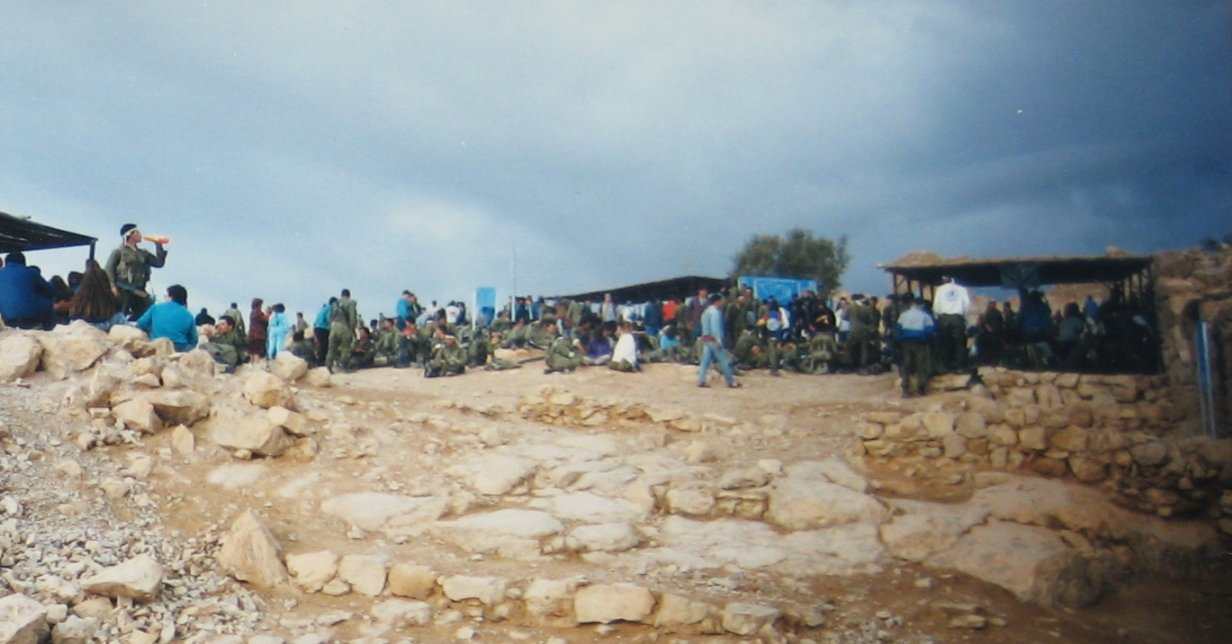
Israëlische soldaten rusten uit na een lange mars

Het artikel krijgswezen van Israël (Hebreeuws: מערכת הבטחון) behandelt een reeks van Israëlische defensievraagstukken die geregeld worden door de Israëlische wet en het Israëlisch kabinet. Hieronder vallen de organisaties, dienstplicht en bewapening.

## Militaire organisaties
De defensie van Israël is voornamelijk de taak van het Israëlische defensieleger. De  strijdkrachten vormen een geheel; marine en luchtmacht zijn onderdelen van het leger. De opperbevelhebber is (anno 2024) luitenant-generaal Herzi Halevi.
Paramilitaire diensten zijn:
- De Israëlische grenswacht (Misjmar HaGvoel). Deze organisatie is in feite een politie-eenheid met een militaire bewapening en training. Bij deze grenswacht kan ook de militaire dienstplicht worden vervuld. Ze verricht alleen veiligheids-gerelateerd werk en zijn in het algemeen niet betrokken bij andere politietaken. Wel is de dienst verantwoordelijk voor basispolitiezorg in bezette gebieden en zijn zij vaak betrokken bij ordehandhaving bij publieke onlusten. Ze staat los van de militaire politie, die een onderdeel van het leger is.
- Sjien Beet (Sjeroet Bitachon Klali), de Israëlische veiligheidsdienst, heeft een veelomvattende inlichtingen- en veiligheidstaak. Deze dienst valt onder het ministerie van de minister-president.

## Dienstplicht

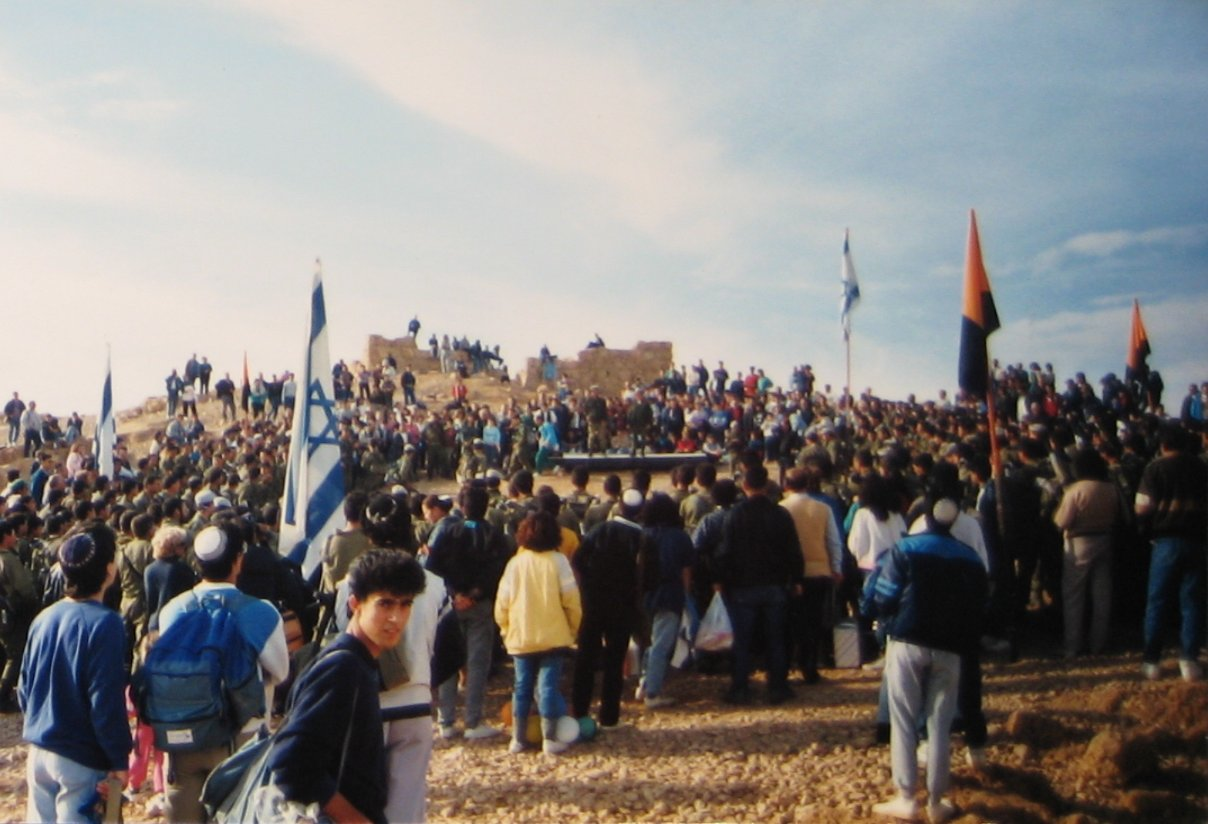
Inauguratie van dienstplichtige Israëlische soldaten op de berg Massada

De staat Israël kent dienstplicht: vrouwen dienen twee tot drie jaar en mannen drie jaar. Officieren doen ten minste een jaar extra dienst. Na de actieve dienst gaan de meeste vrouwen enkele jaren in reservedienst terwijl mannen tot hun veertigste enkele weken per jaar voor actieve dienst worden opgeroepen.
Hoewel de dienstplicht voor alle Israëliërs geldt, bepaalt de minister van defensie wie uiteindelijk wordt opgeroepen. In praktijk worden tot nu (2004) toe Joden, Druzen, Cherkessen, Samaritanen en allen die via het 'recht van terugkeer' naar Israël kwamen opgeroepen. Moslims, christenen en anderen die vrijgesteld worden van verplichte dienst, kunnen zich vrijwillig melden. Hiervan wordt vooral door Bedoeïenen gebruikgemaakt.
Traditioneel religieuze vrouwen hebben recht op vrijstelling als ze verklaren religieus te zijn en in conflict te komen met de joodse religieuze voorschriften. Vrijgestelde vrouwen kunnen, als ze in het openbaar religieuze voorschriften overtreden, alsnog voor de militaire dienst worden opgeroepen.
Mannen van wie godsdienst hun beroep is kunnen recht doen gelden op wettelijke vrijstelling. Van die regeling maken Joodse en Druzische studenten religie gebruik, en dan vooral de charedische, ofwel 'ultraorthodoxe' joden. Deze mannen moeten soms nog in dienst of in de reserve als hun studie afgelopen is. Wie een dergelijke vrijstelling verkregen heeft, mag namelijk gedurende meerdere jaren geen inkomen uit arbeid hebben. Om een betaalde baan te kunnen krijgen moet eerst een definitieve vrijstelling van het leger verleend zijn. Dit kan nadat een bepaalde leeftijd is bereikt, bij ongeschiktheid voor de dienst of door alsnog reservedienst te verrichten. Deze regeling is een van de voornaamste oorzaken van armoede onder charedische gezinnen.

## Bewapening
Het Israëlische defensieleger is modern uitgerust. Behalve wapens van Amerikaanse makelij, bijvoorbeeld het M4A1 aanvalsgeweer, de F-15 Eagle, F-16 Fighting Falcon en F-35 straalvliegtuigen en de AH-64 Apache, gebruikt het leger ook veel zelf ontwikkelde wapens. Het grootste deel hiervan wordt in Israël geproduceerd door onder andere de IMI (Israel Military Industries), Elbit, El-Op en de IAI. Een bekend Israëlisch wapen is de Uzi, maar ook de Desert Eagle, Tavo, Galatz, Galil, Magal, Jericho, Barak, Merkava en de Negev zijn wapens van Israëlische makelij.
Israël heeft altijd sterk de klemtoon gelegd op de mechanisering van de landmacht, de enige methode om met een beperkt reservoir aan manschappen voldoende gevechtskracht te ontplooien. Het land beschikt over ruim 4000 tanks, sterkte van de pantserstrijdmacht is na mobilisering groter dan die van de Verenigde Staten. Veel tanks zijn van het type Merkava van eigen makelij.
Anno 2010 is Israël het enige land met het raketafweerschild Iron Dome, en werkt het samen met de Verenigde Staten om een hoog-energetische laser tegen middellangeafstandsraketten te ontwikkelen. Israël heeft de mogelijkheid zelf satellieten in een baan om de Aarde te brengen, net als Rusland, de Verenigde Staten, China, het Verenigd Koninkrijk, Frankrijk, India, Japan en Noord-Korea.
De Israëlische defensie maakt gebruik van landmijnen en clusterbommen. Dit ondanks internationale druk om het gebruik van dit soort wapens te verbieden. Evenals tientallen andere landen heeft Israël de Ottawa-conventie, die het gebruik van landmijnen verbiedt, niet ondertekend of geratificeerd.

#### Ballistische raketten
De Jericho III is Israël’s eerste ICBM (Intercontinental Ballistic Missile). Dat wil zeggen een raket die andere continenten kan bereiken. Heeft een bereik van 11.500 km. Werd in 2008 in dienst genomen en in  2011 operationeel verklaard. Ontwikkeld uit de Jericho I (korte afstand: SRBM) en II (middellange afstand: MRBM)
is deze raket 15,5 m lang en 1,56 m in diameter met een massa van 30.000 kg. Het is een drietrapsraket. De 3e trap met de lading wordt met behulp van radar geleid.
Omdat de geheimhouding door het Israëlische defensieleger zeer strikt is zijn veel gegevens onzeker. 
Van de kop met de explosieve lading (“warhead”)( MIRV =1): conventioneel of nucleair (20 kiloton TNT-equivalent?) wordt een Circular Error Probable (CEP) aangenomen van ongeveer 1000 m. In het geval van nabij gelegen doelen wordt aangenomen dat de snelheid bij terugkeer naar de grond (reentry) zodanig hoog is dat anti-ballistische verdedigingssystemen weinig kans hebben.
De Jericho III wordt uit raketsilo’s op land gelanceerd. Hoeveel succesvolle lanceringen resp. vluchten er zijn geweest is onbekend. Ook de prijs is onbekend.

## Nucleaire macht
Algemeen wordt aangenomen dat Israël een nucleaire mogendheid is, maar dat heeft het land zelf nooit bevestigd. Op 7 december 2006 verklaarde de Amerikaanse kandidaat-minister van Defensie Robert Gates dat Israël daadwerkelijk over kernwapens beschikt. Ook ex-president van de Verenigde Staten, Jimmy Carter en de door de Mossad ontvoerde Israëlische Dimonamedewerker Mordechai Vanunu hebben dit verklaard.
Kernwapens zouden vanaf de jaren 60 zijn ontwikkeld in het nucleaire complex van Dimona. Shimon Peres wordt de vader van de Israëlische Bom genoemd (eigenlijk was het David Ben Goerion die hem die taak toevertrouwde).

### Dimona
In 1957 sloten Israël en Frankrijk (onder Charles de Gaulle ) een geheime overeenkomst o.a. met betrekking tot de bouw van een opwerkingsfabriek om uit nucleair afval van een kerncentrale plutonium te fabriceren. Deze werd gebouwd in Dimona in de Negev in het zuiden van Israël. In 1960 besloot De Gaulle zich uit het project terug te trekken, maar Israël ging ermee door o.a. met hulp van onofficiële Franse hulp.
De Amerikaanse president, John F. Kennedy, kreeg – twee jaar in het proces, zou blijken - argwaan over wat er in de Negev gebeurde. Hij maakte zich grote zorgen over het gevaar dat kernwapens vormden voor de vrede en de mensheid en wilde het bezit ervan beperken tot de kernmachten die er toen waren: de zg. non-proliferatie. Kennedy wilde weten of Dimona een gewone kerncentrale was of dat er ook aan een kernwapen werd gewerkt. Hij dwong Israël vriendelijk maar beslist halfjaarlijkse inspecties van het “Dimona-complex” af. 
De meest intensieve periode van de bouw van de “reprocessing plant” in Dimona viel samen met de bezoeken van Amerikaanse inspectieteams (1964-1966). De Amerikaanse onderzoekers ontdekten de werkzaamheden hiervoor niet. De leden van deze teams vertelden later dat ze de zaak wel verdacht vonden, maar dat de afspraken met Israël een echt onderzoek in de weg stonden: CIA deelde te weinig informatie, niemand was het Hebreeuws machtig, men mocht geen monsters nemen, een inspectie mocht maar een dag duren (op sjabbat), enz.
De huidige grootte en samenstelling van het Israëlische nucleaire arsenaal is onbekend. Het wordt aangenomen dat Israël ongeveer een halve ton plutonium geproduceerd heeft, voldoende voor 150 middelzware atoombommen. Dit zijn waarschijnlijk Kernsplijtingsbommen, die gedropt kunnen worden door bijvoorbeeld F-35 F-16 vliegtuigen, en enkele tientallen thermonucleaire koppen, kernfusie oftewel waterstofbommen, die gemonteerd kunnen worden op ballistische Lance of Jericho raketten. De Jericho II heeft ongeveer een bereik tussen de 1500 en 4000 km (genoeg om Iran te bereiken) en de Jericho III en Jericho IV nog verder.
Israël beschikt sinds de jaren negentig over zes door Duitsland geleverde, zeer geavanceerde Dolfijnenklasse-onderzeeër. De eerste twee waren een gift, de derde was dat voor de helft. Dit type kan worden uitgerust met kruisraketten met kernkop. Hiermee heeft Israël de mogelijkheid een “second strike” uit te delen.

#### Alleenrecht?
In 1981 werd, in opdracht van premier Menachem Begin, de in aanbouw zijnde Iraakse kernreactor Osirak door de Israëlische luchtmacht gebombardeerd. In 2007 gebeurde hetzelfde met de Syrische Al-Kibar-kernreactor. Ook Iran heeft een nucleair programma. In dit geval bevinden alle sites zich ondergronds en zijn omgeven met raketafweersystemen. Israël kan/wil deze niet alleen aanpakken. De VS wilden niet.  President Barack Obama ging liever onderhandelen. Zijn opvolger Donald Trump zegde wel diens overeenkomst (de “Joint Comprehensive Plan of Action) op en stelde sancties in, maar begon geen militaire interventie. In 2007 was er een cyberaanval mbv het computervirus Stuxnet met als gevolg aanzienlijke schade aan de ultracentrifuges van de nucleaire faciliteit in Natanz. In augustus 2020 was hier een krachtige explosie die eveneens grote schade veroorzaakte. Verschillende Iraanse prominente atoomwetenschappers (minstens 5) werden overdag op straat door hit squads vermoord.
De hand van de VS en Israël wordt hier vermoed. De VS en Israël lijken niet te willen dat andere landen in de regio over kernwapens gaan beschikken. Volgens Israël wil Iran "de Joodse staat vernietigen" en verwijst naar anti-Israëlische uitingen van een eerdere Iraanse president Mahmoud Ahmadinejad (2005-2013).